# Museo Histórico de Berna

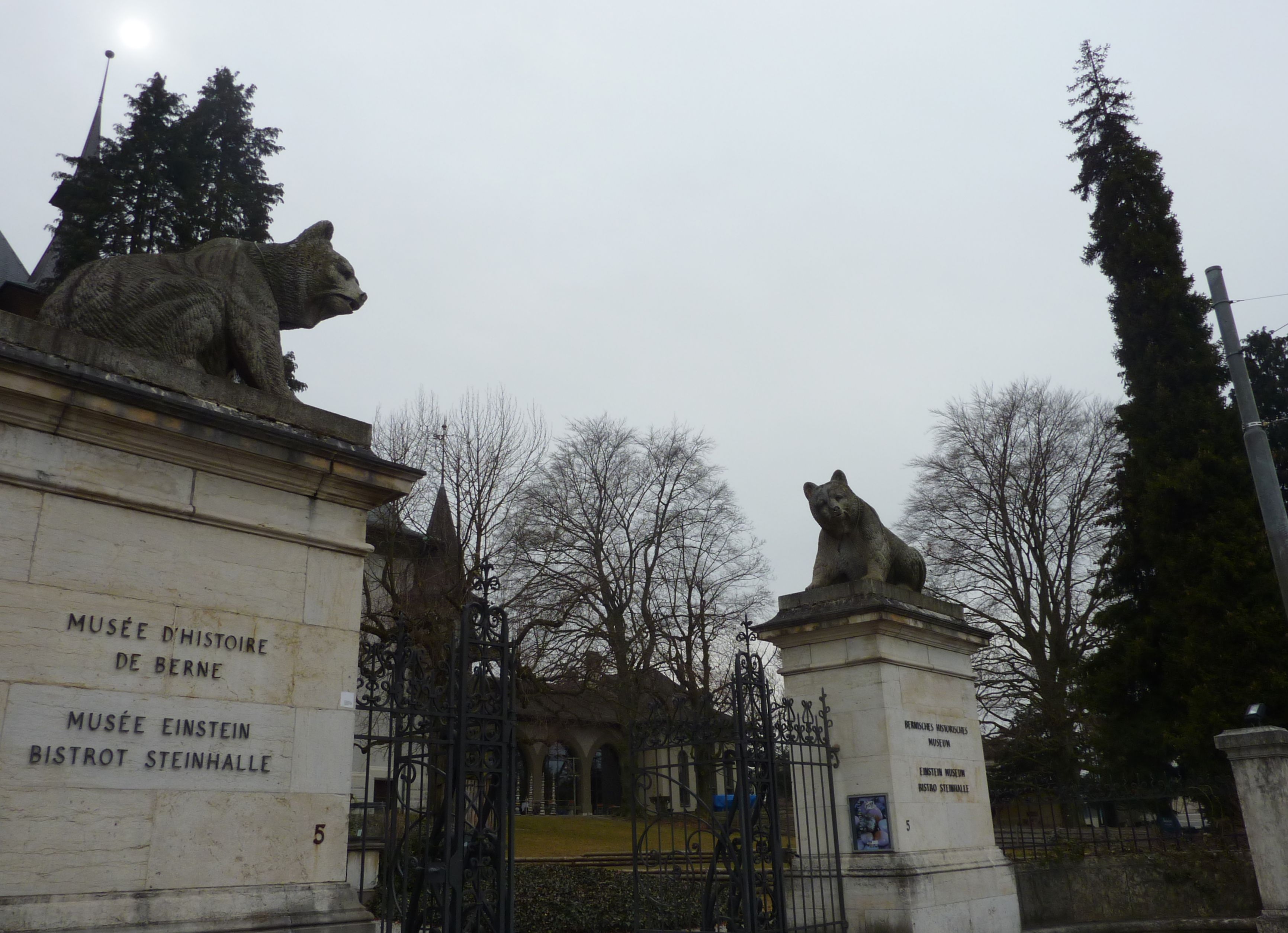
Puertas de entrada al Museo Histórico de Berna

El Museo Histórico de Berna (en alemán: Bernisches Historisches Museum, en francés: Musée d’Histoire de Berne) es el segundo museo histórico más grande de Suiza. Fue diseñado por el arquitecto de Neuchâtel André Lambert y construido en 1894. Dado que inicialmente fue concebido como el Museo Nacional Suizo (que luego la ciudad de Zúrich fue elegida como sede), el arquitecto tomó como modelo varios castillos históricos de los siglos XV y XVI. En 2009 se completó una ampliación del edificio original del museo.
El museo contiene colecciones relacionadas con la historia de Berna desde la prehistoria hasta la actualidad y otros objetos expuestos permanentemente procedentes de Asia, Oceanía, América y Egipto. Una de las piezas más destacadas de la colección es el grupo de estatuillas Muri, un conjunto de seis figuras de bronce galo-romanas.
El Museo Histórico de Berna es un sitio patrimonial de importancia nacional.
Sobre la entrada del museo hay un mosaico de vidrio, "La edad de la historia", con las figuras de la poesía y la historia, realizado en 1900 por el pintor suizo Léo-Paul Robert.
En noviembre de 2021, el presidente Kassym-Jomart Tokayev y el presidente suizo Guy Parmelin visitaron el Museo Histórico de Berna para ver el revestimiento mural del siglo XIX de la colección de Henri Moser.

## Museo de Einstein

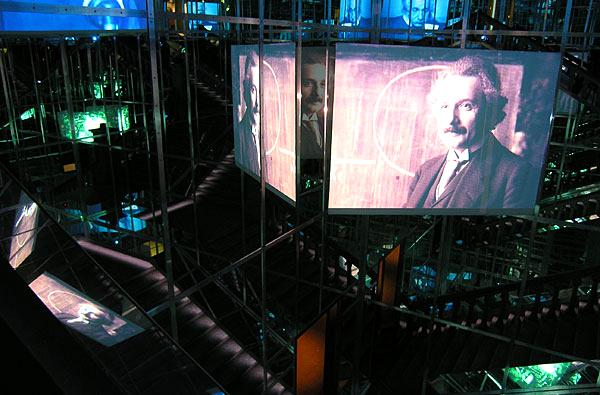
El Museo de Einstein

Concebido por primera vez como una exposición temporal en 2005, el Museo Einstein se convirtió en un museo dedicado a la vida y obra de Albert Einstein, quien desarrolló la Teoría de la Relatividad mientras vivía en Berna. La casa donde vivió (Einsteinhaus) en este período también está abierta al público, pero está ubicada en otra parte de la ciudad y cobra tarifas de entrada separadas.